# Otto Dov Kulka

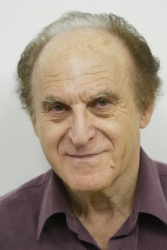
Otto Dov Kulka (2005)

Otto Dov Kulka (hebräisch אוטו דב קולקה, Ôṭô Dov Qûlqā; geboren am 16. April 1933 in Nový Hrozenkov, Tschechoslowakei; gestorben am 29. Januar 2021) war ein israelischer Historiker, emeritierter Professor der Hebräischen Universität Jerusalem und ein Überlebender des Holocaust. Seine historischen Schwerpunkte waren die Erforschung des modernen Antisemitismus von der frühen Neuzeit bis zu der vom nationalsozialistischen Regime so bezeichneten „Endlösung der Judenfrage“, jüdisches Denken in Europa sowie Juden in der europäischen Geistesgeschichte vom 16. bis zum 20. Jahrhundert, weiterhin jüdisch-christliche Beziehungen im modernen Europa, die Geschichte der Juden in Deutschland sowie Holocaustforschung.

## Biografie
Otto Kulka kam am 16. April 1933 in Nový Hrozenkov als Kind von Elly Deutelbaumová (geborene Kulková) und des Historikers Erich Schön zur Welt. Elly war damals noch mit dem 15 Jahre älteren Rudolf Deutelbaum, Erichs Onkel, verheiratet, der Erich als seinen Lehrling angestellt hatte. 1938 ließen sich Rudolf und Elly scheiden, und Erich wurde auch vor Gericht als der Vater von Otto anerkannt. Infolge der deutschen Besatzung der Tschechoslowakei wurde Erich Schön 1939 von der Gestapo verhaftet und 1942 aus einem Konzentrationslager aus Deutschland nach Auschwitz-Birkenau verschleppt. Rudolf Deutelbaum wurde mit seiner zweiten Frau Ilona und der Tochter Eva Deutelbaumová (Ottos Halbschwester) im September 1942 in das Ghetto Theresienstadt deportiert und noch im selben Monat in das Vernichtungslager Maly Trostinez. Im Oktober 1942 wurden sie nach ihrer Ankunft in Treblinka ermordet. Otto Kulka und seine Mutter wurden im September 1942 ebenfalls in das Ghetto Theresienstadt deportiert, und von dort, im September 1943, in das „Familienlager“ im KZ Auschwitz-Birkenau. Seine Mutter starb im KZ Stutthof im Januar 1945. Nach dem Kriegsende kehrten er und sein Vater in die Tschechoslowakei zurück. Um an Erichs Frau und Ottos Mutter zu erinnern, änderten sie am 23. April 1946 ihren Familiennamen in Kulka.
Kulka wanderte im März 1949 nach Israel ein und wurde Mitglied des Kibbuz Kfar HaMakkabi. Er fügte seinem ursprünglichen Namen den hebräischen Vornamen Dov an. Ab 1958 lebte er in Jerusalem. Im ersten Frankfurter Auschwitzprozess wurde Kulka 1964 über seine Zeit im Theresienstädter Familienlager in Auschwitz-Birkenau als Zeuge befragt.
Er war mit Chaia Kulka verheiratet und der Vater einer Tochter.
Der Ästhetiker Tomas Kulka ist sein Bruder.

## Akademisches Leben
Kulka studierte ab 1958 Philosophie und Geschichte an der Hebräischen Universität Jerusalem und an der Goethe-Universität Frankfurt am Main. 1966 wurde er Fakultätsmitglied des Department of the History of the Jewish People. 1975 wurde er mit der Dissertation war The „Jewish Question“ in the Third Reich. 1985 wurde er assoziierter Professor und 1991 ordentlicher Professor an der Hebräischen Universität Jerusalem, wo er am Department for the History of the Jewish people seinen Lehrstuhl innehatte. 1984 und 1985 war Kulka Gastprofessor an der Harvard University. Ab 1988 war er Inhaber des Sol Rosenbloom Chair in Jewish History.
Kulka wurde 1999 emeritiert, nachdem er eine Krebsdiagnose erhalten hatte. Er arbeitete wissenschaftlich weiter im Rahmen des Instituts für Jüdische Studien an der Hebräischen Universität; seine Forschungsprojekte wurden u. a. von der Israel Academy of Sciences and Humanities und der German-Israeli Foundation for Scientific Research and Development (GIF) gefördert. Kulka war lange Jahre Mitglied des Board of Directors in Yad Vashem und gehörte auch dem Beirat des Leo Baeck Instituts in Jerusalem an. Er war Mitglied im Herausgebergremium der zweisprachigen (Hebräisch und Englisch) Zeitschrift Yad Vashem Studies.

## Auszeichnungen
Für sein Buch Deutsches Judentum unter dem Nationalsozialismus (German Jewry under the National-Socialist Regime), 1997:
- Buchman Memorial Prize, Yad Vashem, 1998.
- Wiznitzer Prize for best book published in Jewish studies, 1998, vergeben durch das Institut für Jüdische Studien der Hebräischen Universität.

Für sein Buch Landschaften der Metropole des Todes (Landscapes of the Metropolis of Death), 2013:
- Geschwister-Scholl-Preis, 2013, vergeben durch den Börsenverein des deutschen Buchhandels in der Stadt München / Ludwig-Maximilians-Universität München.
- Jewish Quarterly-Wingate Literary Prize for 2014, London.

## Forschungen
Über seine Emeritierung 1999 hinaus forschte Otto Dov Kulka zur NS-Geschichte und zum Völkermord an den Juden; neben umfangreicheren Werken verfasste er etliche die weitere Forschung dauerhaft prägende und anregende Aufsätze und Beiträge. In seinen Forschungsarbeiten ging er über die frühere, wesentlich auf die exakte Beschreibung der Verfolgung und Ermordung der Juden gerichtete Historiographie hinaus und forderte, den Massenmord an den Juden nach allgemeinen wissenschaftlichen Methoden zu betrachten. Kulka bezeichnete drei Forschungsfelder, nämlich die Stellung der NS-Weltanschauung zum Judentum und den Juden, die Einstellung der nichtjüdischen Bevölkerung zur NS-Judenpolitik und zu den Juden sowie die Rolle der jüdischen Gemeinschaft und ihrer Vertreter.
2013 veröffentlichte Otto Dov Kulka Landschaften der Metropole des Todes. Auschwitz und die Grenzen der Erinnerung und der Vorstellungskraft. Für dieses autobiographische Werk, in dem sich – bewusst von der Arbeit eines Historikers getrennt – an eigene Erlebnisse und Erinnerungsbruchstücke poetische und philosophische Überlegungen zu Erinnerungen und Vergessen anknüpft, erhielt Kulka 2013 den Geschwister-Scholl-Preis in München und 2014 den Jewish Quarterly Wingate Preis in London.

## Schriften (Auswahl)
- Dokumente zur Geschichte der Reichsvertretung der deutschen Juden 1933–1939. Verlag Mohr Siebeck, Tübingen, 1997, ISBN 3-16-147267-5.[18]
- Leben und Schicksal, zur Einweihung der Synagoge in Hannover. Buchdruckwerkstätten, Hannover, 1963.
- Die Nürnberger Rassengesetze und die deutsche Bevölkerung im Lichte geheimer NS-Lage- und Stimmungsberichte. Deutsche Verlags-Anstalt, Stuttgart, 1984.
- mit Aron Rodrigue: The German Population and the Jews in the Third Reich, in: Yad Vashem Studies 16 (1984), S. 421–435.
- Die deutsche Geschichtsschreibung über den Nationalsozialismus und die „Endlösung“: Tendenzen und Entwicklungsphasen 1924–1984. Verlag R. Oldenbourg, München, 1985.
- mit Eberhard Jäckel (Hrsg.): Die Juden in den geheimen NS-Stimmungsberichten 1933–1945. Droste, Düsseldorf, 2004, ISBN 3-7700-1616-5.[19][20]
- Landschaften der Metropole des Todes. Auschwitz und die Grenzen der Erinnerung und der Vorstellungskraft. Aus dem Hebräischen übersetzt von Inka Arroyo Antezana, Anne Birkenhauer und Noa Mkayton. Deutsche Verlags-Anstalt, München, 2013, ISBN 978-3-421-04593-5.[21] (Originaltitel: Landscapes of the Metropolis of Death: Reflections on Memory and Imagination. Penguin Books, New York, USA[22]).